# Cineuropa
Cineuropa — первый европейский веб-портал на четырёх языках (английском, испанском, французском, итальянском), который посвящён кинематографу и рынку аудиовизуальной продукции.
Ежедневно обновляемый сайт с читательской аудиторией, в которую входят как профессионалы, так и зрители.
Публикуются новости, обзоры фильмов и фестивалей, интервью. Есть база данных фильмов, различная аналитика.

## История
Был создан в 2002 году по инициативе Italia Cinema, Агентства по продвижению итальянского кино за рубежом. Позже офис в Риме был перенесён в Брюссель.

## Партнёры
Сооснователями и финансовыми партнёрами сайта являются программа Европейского союза Creative Europe MEDIA (с 2013 года — Creative Europe), Министерство культуры Италии, Бельгийский кино- и аудиовизуальный центр Федерации Валлония-Брюссель (фр. Centre du Cinéma et de l’Audiovisuel de la Fédération Wallonie-Bruxelles), Национальный центр кино и мультипликации, LUX Prize Европейского парламента, Eurimages Совета Европы, испанский институт кинематографии и аудиовизуального искусства (исп. Instituto de la Cinematografía y de las Artes Audiovisuales, ICAA), центр German Films и другие.
Профессиональные партнёры: Европейская киноакадемия, European Film Promotion и Ассоциация молодых независимых кинопродюсеров (итал. The Association of Young Independent Film Producers, AGICI).
Контент-партнёры: сеть ассоциаций NISI MASA, онлайн-журнал о бельгийском кинематографе Cinergie.be и еженедельный справочный журнал для французских киноспециалистов (фр. Le Film Français).

## Проекты
Cineuropa реализовала несколько совместных проектов с кинофестивалями, учреждениями культуры, кинофондами и учебными программами. Веб-сайт также расширил сферу своего охвата, выпустив несколько анализов состояния культуры в Европе и мире.
Cineuropa сотрудничает с аналитическими центрами Culture Action Europe и Forum d’Avignon.
Было создано интерактивное пространство, посвящённое европейским киношколам, что позволило пользователям обмениваться информацией, следить за новинками кино, просматривать работы студентов и знакомиться с учебными планами киношкол и университетов Европы.
Установлены партнёрские отношения с организациями, ориентированными как на европейские, так и на неевропейские страны, чтобы расширить спектр отчётности и поддержать отрасли, которые нуждаются во внимании со стороны Европы.

## Премия Cineuropa
С 2009 года на партнёрских фестивалях вручается премия Cineuropa. Награда присуждается фильму, созданному или совместно созданному страной, участвующей в программе Creative Europe или Eurimages.

## Награды
В 2012 году сайт получил награду как лучший источник новостей киноиндустрии от издания Giornale dello Spettacolo.

## Статистика
За месяц сайт посещают примерно 600 000 человек. Больше всего из Испании, Франции и США.